# Just Stand Up!
Just Stand Up! è una canzone R&B, cantata da 15 famose cantanti principalmente R&B e pop, per la lotta contro il cancro. Le cantanti, Mariah Carey, Beyoncé, Mary J. Blige, Rihanna, Fergie, Nicole Scherzinger, Sheryl Crow, Miley Cyrus, Ciara, Melissa Etheridge, Ashanti, Natasha Bedingfield, Keyshia Cole, Leona Lewis, LeAnn Rimes e Carrie Underwood, cantarono insieme la canzone il 5 settembre del 2008, durante l'evento Stand Up 2 Cancer.
La performance è stata trasmessa in onda su ABC, CBS e NBC, ma anche su MTV Music BOX. La canzone è prodotta da Babyface e Antonio L.A. Reid, scritta da Kenneth "Babyface" Edmonds e Ronnie Walton. La canzone è stata pubblicata come download digitale il 29 agosto del 2008.

## Informazioni
Nella canzone, le cantanti ad avere più versi sono Beyoncé, Mary J. Blige, Fergie. Inoltre Fergie canta una parte finale più lunga rispetto ai versi delle altre cantanti. Ciara è la cantante che canta solo 2 frasi, diventando quella che canta di meno. Miley Cyrus canta 4 frasi, diventando la seconda cantante a cantare meno. Escludendo il primo ritornello cantato da Sheryl Crow e Beyoncé, il resto dei cori è cantato da tutte le cantanti.

## Esecuzione live
Il 5 settembre 2008 le cantanti hanno eseguito la canzone alla campagna Stand Up 2 Cancer. LeAnn Rimes, Melissa Etheridge e Sheryl Crow  non erano presenti, e ha rimpiazzato quest'ultima Nicole Scherzinger, cantante principale e leader delle Pussycat Dolls. L'esecuzione live è disponibile ora su iTunes Store.

## Classifiche
| Classifica (2008)                    | Posizione massima |
| ------------------------------------ | ----------------- |
| U.S. Billboard Hot 100               | 11                |
| U.S. Billboard Pop 100               | 18                |
| U.S. Billboard Hot R&B/Hip-Hop Songs | 83                |
| Canada Hot 100                       | 10                |
| U.K. Singles Chart                   | 39                |
| Australian ARIA Singles Chart        | 39                |
| Irish Singles Chart                  | 11                |
| Italian FIMI Singles Chart           | 7                 |
| Euro Top 200 Chart                   | 82                |
| Swedish Singles Chart                | 51                |
| Japan Hot 100                        | 85                |